# Konvex és konkáv függvény
A matematikában, közelebbről a matematikai analízisben egy intervallumon értelmezett, valós értékű függvényt konvexnek nevezünk, ha a görbéje feletti végtelen síktartomány konvex halmaz, azaz ha egy tetszőleges szakasz két végpontja benne van a síktartományban, akkor a szakasz összes pontja is. Egy másik szemléletes megfogalmazás, hogy akkor konvex egy függvény, ha érintője mindenütt a függvénygörbe alatt halad.
Az Rn egy konvex részhalmazán értelmezett, valós értékű függvény esetén is szokás konvexitásról beszélni, ennek formális megfogalmazása lentebb található. Lényegében itt is arról van szó, hogy a függvény grafikonja fölötti térrész (R2 {\displaystyle \rightarrow } R esetben) konvex.
Egy intervallumon értelmezett, valós értékű függvény konkáv, ha a görbéje alatti végtelen síktartomány konvex. Ekvivalensen, akkor konkáv egy függvény, ha érintője mindenütt a függvénygörbe fölött halad. A konkáv tulajdonság is kiterjeszthető az Rn egy konvex részén értelmezett függvényekre. Lényegében itt is arról van szó, hogy a függvény grafikonja alatti térrész (R2 {\displaystyle \rightarrow } R esetben) konvex.
Köznapi nyelven a konvex-konkáv fogalmat így írják le: a konvexben nem lehet elbújni, a konkávban lehet.

## Általános definíció
Az f: {\displaystyle I} {\displaystyle \rightarrow } R intervallumon értelmezett valós változójú függvény konvex, ha a függvénygörbe két pontját összekötő húr a függvénygörbe fölött halad, azaz tetszőleges a < b pontra az {\displaystyle I}-ből és t ∈ [0,1]-re:
{\displaystyle f(t\cdot a+(1-t)\cdot b)\leq t\cdot f(a)+(1-t)\cdot f(b)}
f konkáv, ha a függvénygörbe két pontját összekötő húr a függvénygörbe alatt halad, azaz ha tetszőleges a < b pontra az {\displaystyle I}-ből és t ∈ [0,1]-re:
{\displaystyle f(t\cdot a+(1-t)\cdot b)\geq t\cdot f(a)+(1-t)\cdot f(b)}
Szigorúan konvexnek illetve szigorúan konkávnak nevezzük f-et, ha a fenti formulában csak akkor teljesülhet egyenlőség, ha t= 0 vagy 1.
A többváltozós esetben a fenti formulák változatlanul fennmaradnak, csak a és b az értelmezési tartományba eső tetszőleges szakasz két végpontja.

## Konvexitás és differenciálhatóság
Ha az f: {\displaystyle I} {\displaystyle \rightarrow } R intervallumon értelmezett, valós függvény differenciálható, akkor ennek konvex tulajdonsága még a következőképpen is megfogalmazható: minden {\displaystyle I}-beli {\displaystyle x}, {\displaystyle u} számpár esetén
{\displaystyle f(x)\geq f(u)+f'(u)(x-u)}
illetve konkáv, ha minden {\displaystyle I}-beli {\displaystyle x}, {\displaystyle u} számpár esetén:
{\displaystyle f(x)\leq f(u)+f'(u)(x-u)}
Azaz az érintő egyenes (mely differenciálható függvények esetében értelmezhető csak) konvex esetben mindig a függvénygörbe alatt, konkáv esetben felett halad. Ekkor rendre a függvény és első Taylor-polinomja közötti f – T1,uf ≧ 0 illetve f – T1,uf ≦ 0 egyenlőtlenségről beszélünk (tetszőleges u ∈ {\displaystyle I} pontnál).
Amennyiben a függvény kétszer differenciálható, akkor fennáll a következő
Tétel – A konvexitás (konkavitás) jellemzése – Az f: {\displaystyle I} {\displaystyle \rightarrow } R intervallumon értelmezett kétszer differenciálható függvény pontosan akkor konvex (konkáv), ha a második deriváltja mindenhol nemnegatív (nempozitív).

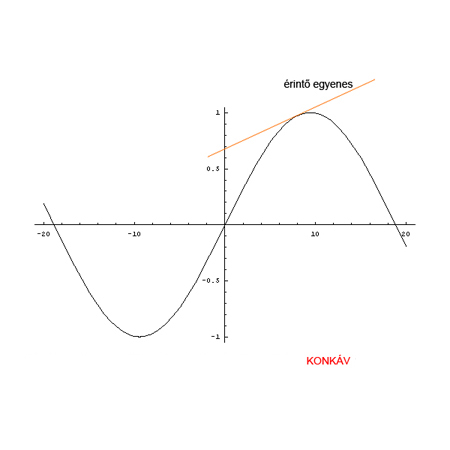
A függvény konkáv a [0;19] intervallumon

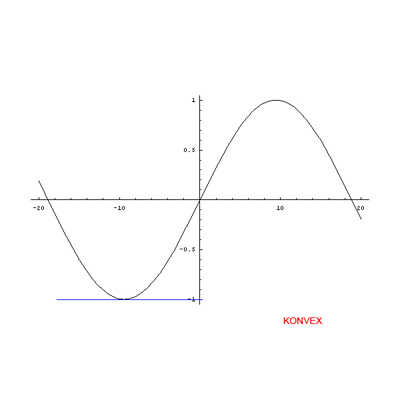
A függvény konvex a [-19;0] intervallumon

f konvex {\displaystyle \Leftrightarrow } {\displaystyle {\mbox{ }}_{f''\geq 0}}
f konkáv {\displaystyle \Leftrightarrow } {\displaystyle {\mbox{ }}_{f''\leq 0}}

## Tulajdonságok
- Konvex függvények lineáris kombinációja újra konvex lesz, ha nincs benne negatív együttható. Konkáv függvények csupa nem negatív együtthatós lineáris kombinációja újra konkáv.
- Ha egy függvénysorozat véges kivétellel csupa konvex, vagy konkáv függvényt tartalmaz, akkor a sorozat határértéke is ilyen lesz.
- Konvex függvények felső burkolója konvex, konkáv függvények alsó burkolója konkáv.
- Teljesül a Jensen-egyenlőtlenség: ha f konvex, és a λi együtthatók egyike sem negatív, akkor

{\displaystyle f\left(\sum _{i=1}^{n}\lambda _{i}x_{i}\right)\leq \sum _{i=1}^{n}\lambda _{i}f\left(x_{i}\right).}
Ha f konkáv, akkor az egyenlőtlenség fordított irányú.
- Nyílt intervallumon konvex vagy konkáv függvény folytonos azon az intervallumon. Megfordítva, ha egy nyílt intervallumon folytonos függvényre teljesül a Jensen-egyenlőtlenség, akkor a függvény az egyenlőtlenség irányától függően konvex vagy konkáv.
- Nyílt intervallumon konvex vagy konkáv függvény majdnem mindenütt differenciálható.
- Mindezek a tulajdonságok több dimenziós esetben is teljesülnek, ha nyílt intervallum helyett mindig tartományt, azaz összefüggő nyílt halmazt tekintünk.
- Végtelen dimenzióban nem lesz az összes konvex és konkáv függvény folytonos, mivel vannak lineáris operátorok, amik nem folytonosak. Ilyen például a differenciáloperátor.